# Tatochila homoeodice
Tatochila homoeodice is een vlindersoort uit de familie van de Pieridae (witjes), onderfamilie Pierinae.
Tatochila homoeodice werd in 1910 beschreven door Paravicini.